# Micrurus narduccii
Micrurus narduccii este o specie de șerpi din genul Micrurus, familia Elapidae, descrisă de Jan 1863. Conform Catalogue of Life specia Micrurus narduccii nu are subspecii cunoscute.